# Sonia Dayan-Herzbrun
Sonia Dayan-Herzbrun, (Ruán, 28 de enero del 1940) es una socióloga y filósofa francesa, profesora emérita de la Universidad París-Diderot .

## Biografía
Sonia Dayan-Herzbrun nació en Ruán al comienzo de la Segunda Guerra Mundial, en el seno de una familia judía centroeuropea que había huido del nazismo. Después de estudiar filosofía, primero fue profesora de secundaria y luego, a partir de 1969, enseñó sociología en la Universidad de París-Nanterre. En 1985 fue nombrada profesora en la Universidad París-Diderot. En 1987 defendió una tesis sobre “La inversión política del movimiento obrero», bajo la dirección de Claude Lefort, en la que destaca el papel desempeñado por Ferdinand Lassalle. Fue nombrada profesora de la UFR de ciencias sociales de la Universidad Diderot en 1989, donde fundó la “Centro de sociología de las prácticas y representaciones políticas.» en 1991, que luego se convirtió en un componente del Laboratorio para el Cambio Social y Político.
En 1992 creó y dirigió la revista Tumultes.
Se convirtió en profesora emérita en 2008.

### Actividades de investigación
Su investigación se centra en los teóricos socialistas, en particular sus primeros toma en cuenta el trabajo de Ferdinand Lassalle y Marx, dedicando tres obras a esta cuestión, incluida la presentación y traducción de la correspondencia Marx-Lassalle (PUF, 1978). Desde entonces ha publicado una nueva traducción y una nueva edición de la Crítica del Programa Gotha. También le interesan los estudios feministas, entendidos desde una perspectiva de género. Elaboró un informe para la ONU en 1987 sobre las mujeres en los territorios palestinos ocupados, y continúa trabajando sobre género en Medio Oriente, particularmente en sus relaciones con la política, desde una perspectiva poscolonial.
Le interesan las relaciones entre estética, política y teoría crítica, en términos de dominación, resistencia y emancipación.
A partir de 1999, en colaboración con el antropólogo Tassadit Yacine, impartió un seminario en la Escuela de Estudios Avanzados en Ciencias Sociales sobre las relaciones de género en el Magreb y el Machrek.
En 1982, fundó, con otros intelectuales y académicos, el llamamiento judío contra la guerra en el Líbano, cuyo presidente era Pierre Vidal-Naquet y del que se convirtió en secretaria. Al año siguiente, con Paul Kessler, creó el Centro de Cooperación con la Universidad Beir Zeit y participó en misiones en los territorios palestinos (Cisjordania y Gaza).
Es vicepresidenta de la Asociación de Académicos por el Respeto del Derecho Internacional en Palestina y presidió la Comisión de Islam y Secularismo de 2009 a 2015.
Colabora con La Quinzaine littéraire y luego con el periódico online En  attendant Nadeau.

### Posiciones públicas tomadas
Sonia Dayan-Herzbrun es cofirmante de un artículo de opinión titulado “noche de colonia: Kamel Daoud recicla los clichés orientalistas más manidos», publicado por Le Monde el 11 de febrero de 2016.
En el marco del asunto Tariq Ramadan, firmó una columna el 21 de febrero de 2018 en un blog de Mediapart junto a una cincuentena de personalidades preguntando « justicia imparcial e igualitaria » para Tariq Ramadan, acusado de violación y puesto en prisión preventiva, y en el que se solicita a este último su liberación inmediata debido a su estado de salud.

## Honores
- 2016: Premio Frantz Fanon, Asociación Filosófica del Caribe.[8]

## Publicaciones (selección)
- Periodismo en el cine, Ed. du Seuil,mars 2010
- Hacia un pensamiento político poscolonial. Por Frantz Fanon , bajo la dirección de Sonia Dayan-Herzbrun. Tumultos . Éditions Kimé, París, octobre 2008 .
- Edward Said, teórico crítico, editado por Sonia Dayan-Herzbrun. Tumultos, Éditions Kimé, París, novembre 2010 .
- Oriente Medio en movimiento, bajo la dirección de Sonia Dayan-Herzbrun y Azadeh Kian, Tumultes septembre 2012, Éditions Kimé.
- Contar las homosexualidades de un lado al otro del Mediterráneo, bajo la dirección de Sonia Dayan-Herzbrun y Tassadit Yacine, Tumultes octobre 2013, Éditions Kimé.
- El Estado: conceptos y políticas, bajo la dirección de Sonia Dayan-Herzbrun, Numa Murard y Étienne Tassin, Tumultes, mai 2015, Éditions Kimé.
- Nada más que una vida, Hémisphères, 2022ISBN 978-2-37701-133-9